# Worongary
Worongary är en del av en befolkad plats i Australien. Den ligger i kommunen Gold Coast och delstaten Queensland, omkring 72 kilometer sydost om delstatshuvudstaden Brisbane.
Trakten är tätbefolkad. Närmaste större samhälle är Gold Coast, nära Worongary. 
Runt Worongary är det i huvudsak tätbebyggt. Genomsnittlig årsnederbörd är 1 801 millimeter. Den regnigaste månaden är januari, med i genomsnitt 320 mm nederbörd, och den torraste är oktober, med 41 mm nederbörd.